# Priam

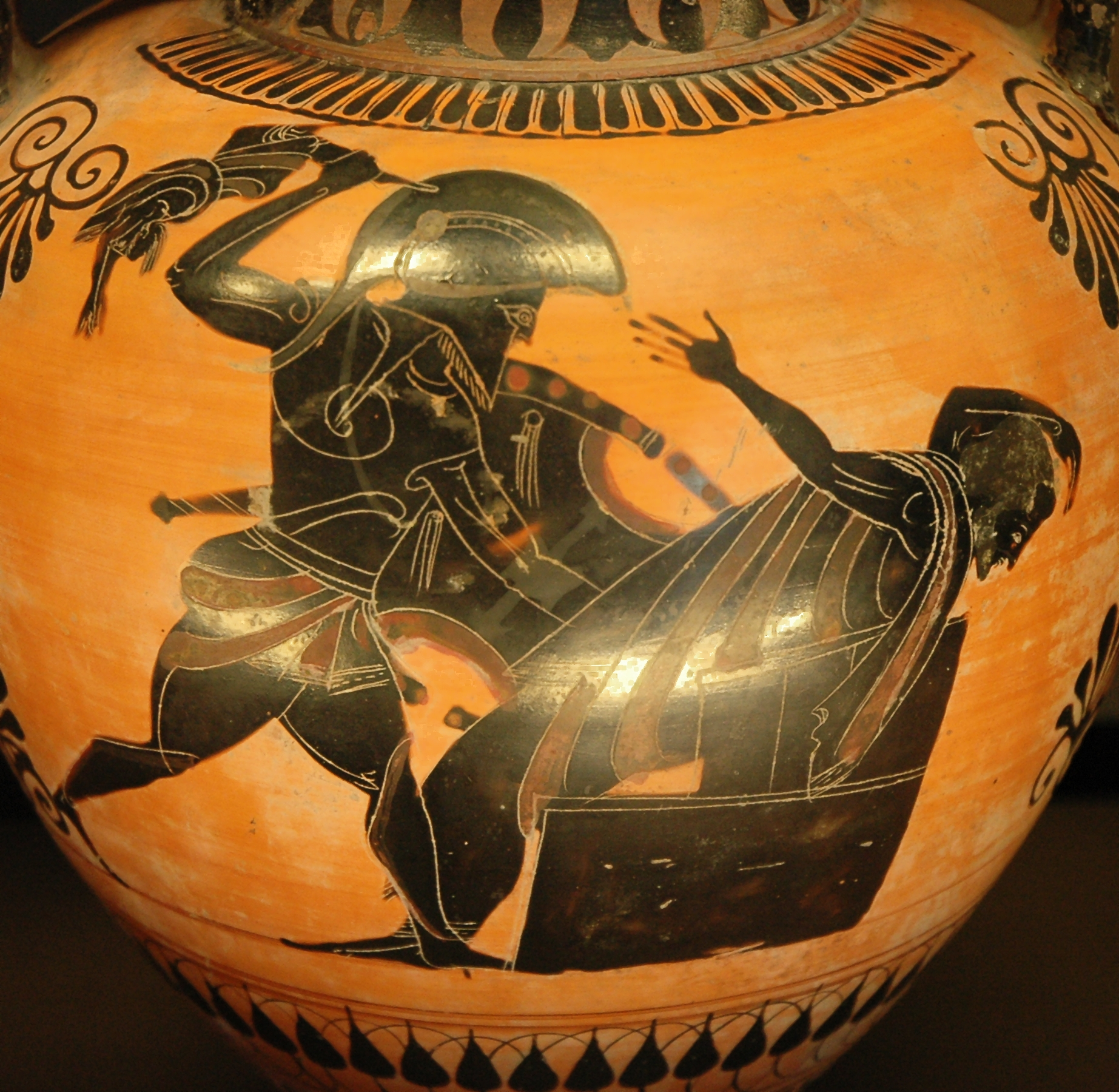
Neoptolemos zabijający Priama (przedstawienie na amforze z Luwru)

Priam (gr. Πρίαμος Príamos, łac. Priamus) – w mitologii greckiej król Troi; jeden z bohaterów Iliady Homera.
Wnuk Ilosa, uchodził za syna Laomedona i nimfy Strymo, córki boga rzeki Skamander. Według Iliady miał 20 żon, a z nimi 50 synów oraz 12 córek. Był mężem Arisbe, córki Meropsa, a później Hekaby.
Synowie
Według tradycji Priam miał 50 synów, jednak żadna ze starożytnych list nie podaje 50 imion. Najdłuższe jest zestawienie Apollodora, wymieniające 47 synów. Nieco inny zestaw imion znajduje się w Iliadzie.
- z Hekabe: Hektor, Parys, Deifobos, Helenos, Pammon, Polites, Antifos, Hipponoos, Polidor, Troilos;
- z Arisbe: Ajsakos;
- z innymi kobietami: Melanippos, Gorgition, Filajmon, Hippotoos, Glaukos, Agaton, Chersydamas, Ewagoras, Hippodamas, Mestor, Atas, Doryklos, Likaon, Dryops, Bias, Chromios, Astygones, Telestas, Euandros, Kebrion, Mylios, Archemachos, Laodokus, Echefron, Idomeneos, Hyperion, Askaniusz, Demokoon, Aretos, Deiopites, Klonios, Echemmon, Hyperochos, Ajgeoneus, Lysitoos, Polymedont oraz wymienieni w Iliadzie Antifon i Dios i wymieniony u Pauzanaiasza Aksjon[3].

Córki
- z Hekabe: Kreuza, Laodika, Poliksena, Kasandra[3], Ilione[4];
- z innymi: Meduza, Medesykasta, Lysimache, Arystodema[3], Aristomache[potrzebny przypis].

Jego stałym doradcą był Antenor. Podczas oblężenia miasta Priam niezmiennie okazywał przychylność porwanej przez swego syna Helenie. U Achillesa wybłagał zwrot ciała Hektora. Po zdobyciu Troi przez Greków na zakończenie wojny trojańskiej zginął z ręki syna Achillesa – Neoptolemosa.